# De stenen samoerai
De stenen samoerai is een stripverhaal uit de reeks van Suske en Wiske. Het is geschreven door Peter Van Gucht en getekend door Wout Schoonis. Het kwam uit op 13 februari 2025 als het 377ste album in de Vierkleurenreeks.

## Personages
Suske, Wiske met Schanulleke, Lambik (Japankenner), Jerom (stuurman), Theofiel Boemerang (hier als handelsreiziger), scheepslui, Sado (daimyo van de Kundeda clan), Kazuki (daimyo van de Kandani-clan), Yabati (raadsheer), Aiko, Kenzo, Susuki, Jiro, Yoshiko en andere samoerai

## Locaties
Het VOC-schip 'De Klomp', Uchikudaku, Okidoki, Zhonzinzakkeindezhebaai

## Verhaal

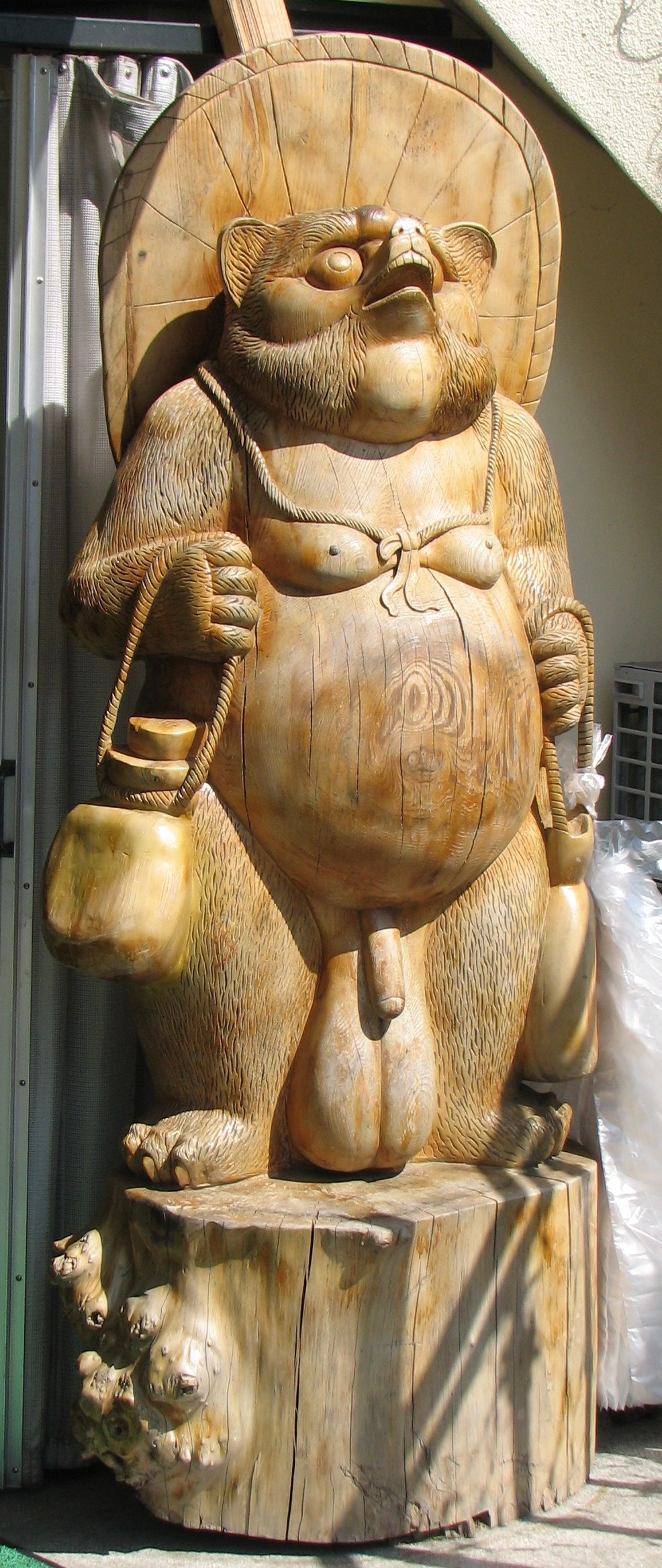
Tanuki; een wezen uit Japanse folklore

Het schip 'De Klomp' vervoert dertig kisten met aardappelen van Theofiel, die ze in Azië wil verkopen. Tijdens een storm komen Suske, Wiske, Lambik, Jerom en Theofiel in het water terecht. Ze belanden op een strand, waar ze door een daimyo en samoerai worden gevonden. Jerom verslaat een andere samoerai-clan en de vrienden mogen daarom op het kasteel logeren tot er een westers schip aanmeert. Westerlingen mogen namelijk normaal gesproken niet op het eiland verblijven. 
Jerom kent de Japanse gebruiken erg goed en hij wordt zelf tot samoerai gemaakt. Theofiel wil nog steeds zijn aardappelen verkopen en laat een afspraak maken door zijn assistenten Suske en Wiske. Zij regelen dit via Aiko, de dochter van de Sada. Zij moet van haar vader met de veel oudere raadsheer Yabati trouwen, maar dit wil ze niet.
Yabati vindt een tanuki onder een brug, deze komt uit de Moktanamé periode. Het wezen laat op een magische wijze wensen uitkomen. De tanuki maakt een haiko kenbaar, er zal iemand tot onoverwinnelijke samoerai worden omgevormd. Yabati besluit Lambik hiervoor te vragen. Suske vertrouwt het niet als hij Lambik in een samoerai-pak ziet vertrekken. Hij volgt hem en probeert te voorkomen dat de tanuki Lambik verandert, maar dit lukt niet. Als hij weer bij bewustzijn komt, ziet hij hoe Yabati met de stenen samoerai vertrekt. Suske wordt vastgebonden, maar de tanuki bevrijdt hem en spreekt ook voor zijn wens een haiko uit.
Wiske heeft een geheimzinnige figuur bij het raam van Aiko gezien en ze heeft ook tekens in het zand gelezen. Ze kan er enkele van ontcijferen als 'middernacht' en besluit op dat tijdstip op te letten. Ze volgt Aiko en hoort dat zij samen met haar geliefde naar Kyoto wil vluchten. Wiske wordt door Aiko in haar geheime kamer opgesloten als ze dit probeert te voorkomen. Theofiel gaat intussen naar de Kandaki-clan om daar zijn aardappelen te verkopen, want Sada heeft hier geen geld voor. Intussen heeft Suske de stenen samoerai ingehaald en waarschuwt de Kandeda-clan voor het gevaar. Jerom probeert zijn vriend op vreedzame manier te stoppen, maar Lambik is als stenen samoerai onoverwinnelijk.
De samoerai worden dan op weg gestuurd om Lambik te doden. Suske zoekt Wiske en vindt haar in de geheime kamer, ze willen de beide clans vrede laten sluiten zodat de haiko uitkomt. Lambik vernietigt inmiddels het kasteel en Suske en Wiske willen de Kandaki-clan vragen om vrede te sluiten, want Sado weigert dit. Sado kan zijn dochter niet vinden en dreigt de gehele Kandaki-clan te zullen doden als zij haar hebben ontvoerd. Suske en Wiske zijn erg teleurgesteld in de Kandaki-clan, want hun daimyo wil deze clan doden nu ze weten dat het kasteel wordt verwoest. Yoshiko komt haar vader dan waarschuwen en vertelt dat Jiro verdwenen is.
Suske en Wiske beseffen nu dat Jiro en Aiko geliefden van elkaar zijn. Ze kunnen ontsnappen en Suske gaat op weg naar de Kandeda-clan om te waarschuwen dan de Kandaki-clan hen aanvalt. Wiske gaat naar de Zhonzinzakkeindezhebaai om de geliefden te vragen hun hand op de steen te leggen, zodat de haiko uitkomt. De geliefden gaan met Wiske mee en leggen hun handen op de voet van de stenen samoerai, hiermee voorkomen ze dat Yabati zijn oude meester vernietigd. Lambik wordt weer normaal en Yabati vlucht. Hij komt de tanuki tegen en wil heerser over het land worden, waarna hij wordt veranderd in een worm. Aiku en Jiro willen trouwen en hun vaders sluiten eindelijk vrede met elkaar. 
De beide clans worden nu de Kundedanani en Jiro en Aiko worden de leiders van deze clan. Theofiel heeft intussen tot zijn grote tevredenheid een deal gesloten voor de verkoop van zijn aardappelen. De vrienden reizen dan met een ander schip weer naar huis.